# William Edgar Evans
William Edgar Evans (1882 - 1963 ) fue un botánico, y micólogo escocés que identificó y clasificó más de treinta nuevas especies, las que publicaba habitualmente en: Notes Roy. Bot. Gard. Edinburgh; Kew Bull.; Trans. & Proc. Bot. Soc. Edin.; J. Linn. Soc., Bot.

## Honores
Fue elegido miembro de la Sociedad linneana de Londres.
- La abreviatura «W.E.Evans» se emplea para indicar a William Edgar Evans como autoridad en la descripción y clasificación científica de los vegetales.[2]